# Talking book
Talking Book es un álbum de Stevie Wonder. Editado el 28 de octubre de 1972, 1972, fue el segundo de los cinco álbumes consecutivos que conforman su llamado período clásico, junto a Music of my mind, Innervisions, Fulfillingness' First Finale, y Songs in the Key of Life. El disco fue presentado tras el tour que Wonder había realizado con The Rolling Stones, se convirtió en un éxito inmediato y ayudó a desmontar el mito de que los artistas negros de R&B eran incapaces de grabar discos que pudieran ser apreciadas por el público blanco. De este modo, el disco significó un hito para los artistas de R&B, a la vez que confirmaba el inicio de un período único para la Motown.
Lanzado entre Music of My Mind e Innervisions, Stevie Wonder contó para la grabación de Talking Book de una libertad creativa casi absoluta, algo casi inédito en la industria de la época. Entre los invitados aparecen figuras como los guitarristas Jeff Beck, Ray Parker Jr. y Buzz Feiten. El disco está, sin embargo, protagonizado por los sintetizadores de Wonder, que dan frecuentemente a los temas una línea muy funky. El uso que Wonder hace del Hohner Clavinet en el clásico Superstition, por ejemplo,  figura entre los mejores ejemplos del instrumento. 
Wonder recibió tres premios Grammy por la grabación de Talking Book: el premio a la mejor interpretación vocal pop por "You Are the Sunshine of My Life", y a la mejor interpretación vocal / mejor canción R&B por Superstition. Como curiosidad, el siguiente álbum de Wonder, Innervisions, lanzado unos meses más tarde,  obtuvo el premio al mejor álbum del año en la misma ceremonia. Los productores  Malcolm Cecil y Robert Margouleff, que producirían cuatro de los discos clásicos de Wonder (Music of My Mind, Talking Book, Innervisions y Fulfillingness' First Finale), así como varios álbumes de los Isley Brothers, fueron galardonados con el Grammy a la mejor producción. 
Para la grabación del álbum se empleó una novedosa e inusual técnica que sustituía los tradicionales arreglos ejecutados por una orquesta de cuerdas por múltiples capas de sintetizadores y pianos eléctricos, casi siempre ejecutados por Wonder. El álbum debe en gran parte a esta original técnica su distintivo sonido. 
En 2003 el álbum fue elegido por la revista Rolling Stone entre los 500 mejores álbumes de la historia, figurando en el puesto 90. 

## Lista de temas
1. "You Are the Sunshine of My Life" (Wonder) - 2:58
2. "Maybe Your Baby" (Wonder) - 6:51
3. "You and I (We Can Conquer the World)" (Wonder) - 4:39
4. "Tuesday Heartbreak" (Wonder) - 3:02
5. "You've Got It Bad Girl" (Wonder, Yvonne Wright) - 4:56
6. "Superstition" (Wonder) - 4:26
7. "Big Brother" (Wonder) - 3:34
8. "Blame It on the Sun" (Wonder, Syreeta Wright) - 3:26
9. "Lookin' for Another Pure Love" (Wonder, S. Wright) - 4:44
10. "I Believe (When I Fall in Love It Will Be Forever)" (Wonder, Y. Wright) - 4:51

(Todos los temas compuestos y arreglados por Stevie Wonder)

## Créditos
- Malcom Cecil: ingeniero de grabación, productor asociado, programación Mood.
- Robert Margouleff: ingeniero de grabación, productor asociado, programación Mood, fotografías.
- Austin Godsey:  ingeniero de sonido y de grabación
- Joan Decola:  ingeniero de grabación
- George Marino: masterización

1. "You Are the Sunshine of My Life"
- Jim Gilstrap: voz principal (primeras dos estrofas), coros
- Lani Groves: voz principal (segundas dos estrofas), coros
- Stevie Wonder: voz principal, coros, Fender Rhodes, batería
- Gloria Barley: coros
- Scott Edwards: bajo
- Daniel Ben Zebulon: congas

2. "Maybe Your Baby"
- Stevie Wonder: voz principal, coros, Hohner Clavinet, Moog bass
- Ray Parker Jr.: guitarra eléctrica

3. "You and I (We Can Conquer the World)"
- Stevie Wonder: voz principal, piano, T.O.N.T.O. synthesizer, Moog bass

4. "Tuesday Heartbreak"
- Stevie Wonder: voz principal, coros, Fender Rhodes, Hohner Clavinet, batería, Moog bass
- Deniece Williams: coros
- Shirley Brewer: coros
- David Sanborn: saxo alto

5. "You've Got It Bad Girl"
- Stevie Wonder: voz principal, coros, Fender Rhodes, batería, Moog bass, T.O.N.T.O. synthesizer
- Jim Gilstrap: coros
- Lani Groves: coros
- Daniel Ben Zebulon: congas

6. "Superstition"
- Stevie Wonder: voz principal, Hohner Clavinet, batería, Moog bass
- Jeff Beck: batería
- Trevor Lawrence: saxo tenor
- Steve Madaio: trompeta

7. "Big Brother"
- Stevie Wonder: voz principal, Hohner Clavinet, batería/percussion, harmonica, Moog bass

8. "Blame It on the Sun"
- Stevie Wonder: voz principal, coros, piano, harpsichord, batería, Moog bass, T.O.N.T.O. synthesizer
- Jim Gilstrap: coros
- Lani Groves. coros

9. "Lookin' for Another Pure Love"
- Stevie Wonder: voz principal, coros, Fender Rhodes, batería, Moog bass
- Debra Wilson: coros
- Shirley Brewer: coros
- Loris Harvin (Delores Harvin: coros
- Jeff Beck: guitarra eléctrica
- Buzz Feiten (Howard "Buzz" Feiten): guitarra eléctrica

10. "I Believe (When I Fall in Love It Will Be Forever)"
- Stevie Wonder: voz principal, coros, piano, Hohner Clavinet, batería, Moog bass